# Orkan Zeynep
Orkan Zeynep (im Vereinigten Königreich und Irland Eunice, in Dänemark Nora genannt) war ein Orkan, der am Freitag, den 18., und Samstag, 19. Februar 2022, das öffentliche Leben in weiten Teilen Europas beeinträchtigte. An der Südküste Englands erreichte er in Böen Windgeschwindigkeiten bis zu 196 km/h, die auf der Isle of Wight an der Station The Needles gemessen wurden. Dort war er der stärkste Sturm seit dem Westeuropa-Orkan von 1987. Zeynep war der zweite von drei Orkanen, die jeweils im Abstand von etwa zwei Tagen über Europa zogen. Vorangegangen war vom 16. auf den 17. Februar Orkan Ylenia, es folgte vom 20. auf den 21. Februar Orkan Antonia.

## Verlauf
Mitte Februar 2022 kam es zu starken Temperaturunterschieden über dem Nordatlantik. Die daraus resultierenden Luftmassenbewegungen führten zu einem Jetstream, wodurch eine Reihe von Tiefdruckgebieten in schneller Folge über Nordeuropa zogen. Unter ihnen befanden sich auch zwei Orkantiefs, wobei der Orkan Ylenia Mitteleuropa hauptsächlich ab der Nacht zum 17. Februar betraf, der Orkan Zeynep ab dem Nachmittag des 18. Februar 2022. Zeynep verlagerte sich südlicher als Ylenia nach Osten und wurde im Vorfeld als Schnellläufer eingeschätzt.
Zunächst zog die vorgelagerte Kaltfront ab dem Nachmittag südostwärts über Mitteleuropa, an der schwere Sturmböen auftraten, aber auch orkanartige Böen gemessen wurden. Dann folgte das Tief mit Orkanböen. Mitteleuropa befand sich dabei an der Südflanke des Orkantiefs, das von England über Dänemark nach Südschweden zog. Innerhalb von drei Tagen legte Zeynep 4000 Kilometer zurück, befand sich am Vormittag des 18. Februar noch über England und Irland und am Vormittag des 19. Februar bereits über der mittleren Ostsee. Im Süden und Südwesten Englands, in Wales sowie an den Küsten Nordfrankreichs, Belgiens und der Niederlande traten verbreitet orkanartige Böen und Orkanböen zwischen 110 und 140 km/h auf, was teilweise stundenlang anhielt und bis weit in das Binnenland hinein reichte.

## Auswirkungen

### Belgien
In Belgien gab es je einen Todesfall in Gent und Ypern. Ein Dach von Terminal 1 im Flughafen Brüssel-Zaventem löste sich, woraufhin der Flugverkehr eingestellt wurde. Auch Teile des Dachs der Ghelamco Arena in Gent hielten dem Sturm nicht stand. Auf dem Parkplatz vor der Arena wurden Fahrzeuge beschädigt; ein für den Abend angesetztes Spiel der Division 1A zwischen KAA Gent und dem RFC Seraing wurde abgesagt. In Asse mussten mehrere Straßen evakuiert werden, da man den Einsturz eines Kirchturmes fürchtete. In Tournai fiel ein Kran auf das Dach des Krankenhauses, woraufhin 120 Patienten evakuiert werden mussten – der Kranführer überlebte verletzt.

### Deutschland

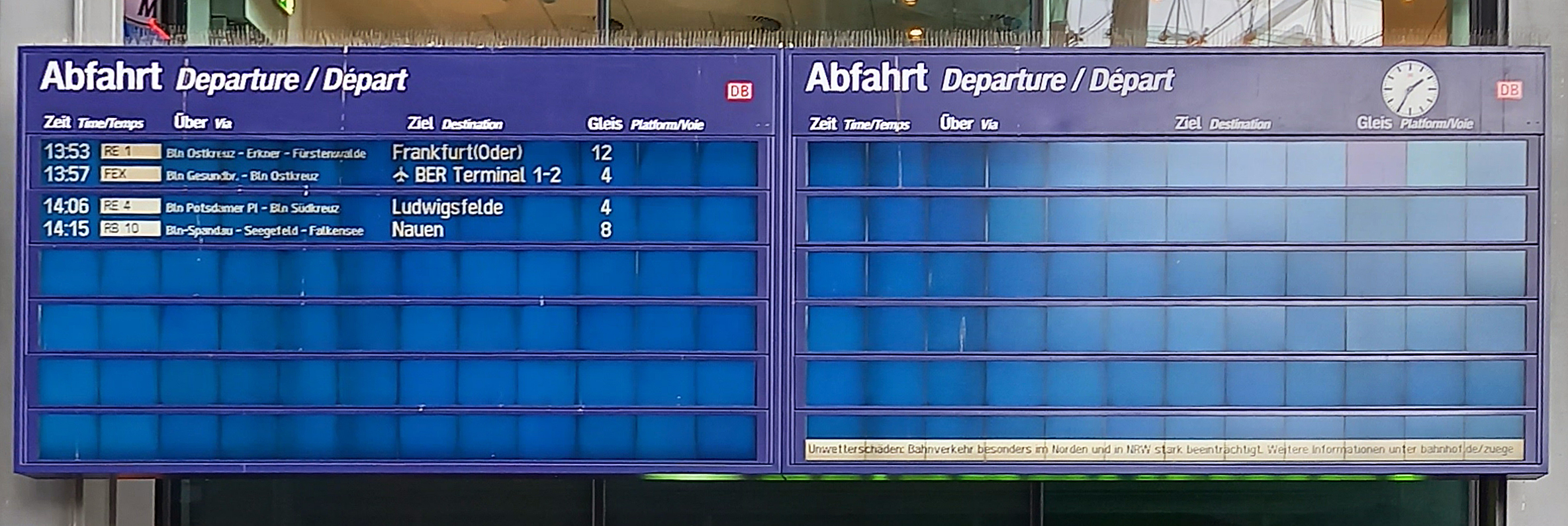
Am 19. Februar fuhren kaum Züge (mittags 13:35 Uhr, Berlin Hauptbahnhof)

Für die deutsche Nordseeküste, die Unterweser sowie die Unterelbe und die Hansestadt Hamburg bestand für die Nacht vom 18. auf den 19. Februar die Warnung vor einer schweren Sturmflut, die sich am frühen Morgen bewahrheitete; in Hamburg trat mit einem Wasserstand von 3,75 Meter über dem mittleren Hochwasser eine sehr schwere Sturmflut ein. An exponierten Orten der Nordhälfte Deutschlands wurden Windgeschwindigkeiten über 130 Kilometer pro Stunde (km/h) gemessen, die stärksten Böen auf Hiddensee (172 km/h) und Borkum (169 km/h). An der Station Alte Weser erreichte eine Böe mit 162 km/h die höchste je dort gemessene Windgeschwindigkeit. In der Südhälfte Deutschlands traten Orkanböen dagegen nur punktuell auf.
Bundesweit kamen mindestens drei Menschen ums Leben. Der Flug-, Bahn- und Fährverkehr wurde in weiten Teilen Deutschlands im Verlauf des 18. Februar eingestellt, Straßen und Bahnstrecken waren teils bis zum 20. Februar durch umgestürzte Bäume blockiert.

#### Berlin
Der S-Bahnverkehr war in der Nacht von Samstag auf Sonntag komplett eingestellt worden, nur zwei Linien fuhren durch. Die Feuerwehr Berlin erklärte den Ausnahmezustand  und hatte 3.500 orkanbedingte Einsätze. Der Zoologische Garten und der Tierpark wurden den ganzen Samstag vorsorglich geschlossen.

#### Brandenburg
Die brandenburgische Feuerwehr wurde im Westen und Nordwesten 522, in Südbrandenburg 570 Mal gerufen worden wegen umgestürzter Bäume und verletzt wurde dabei niemand. Auf der A13 wurden drei Menschen verletzt, denn die Polizei vermutet, dass der Unfall auf eine Windböe zurückzuführen sei. Auch der Tierpark Cottbus war den ganzen Samstag geschlossen. In Potsdam stürzten zwei Bäume auf eine leere, parkende Straßenbahn.

#### Bremen
Am Europahafen stürzte ein 50 Meter hoher Baukran in den Rohbau eines Bürogebäudes und beschädigte dieses schwer. Daneben wurden weitere Gebäude sowie Fahrzeuge beschädigt. Der Pegel in Bremerhaven stieg um 2,5 Meter an, führte aber zu keinen Überschwemmungen.

#### Mecklenburg-Vorpommern
In Westmecklenburg und der Prignitz waren tausende Haushalte von Stromausfällen betroffen. Dies galt ebenfalls für das im Grenzgebiet zu Niedersachsen und Brandenburg liegende Amt Neuhaus mit dem dortigen Versorger WEMAG.
In den Wäldern des Bundeslandes wurden ca. 600.000 Festmeter Holz umgeworfen, was der Hälfte der jährlichen Gesamtentnahme entspricht. Auch auf Friedhöfen stürzten zahlreiche Bäume um. Bei Unfällen im Zusammenhang mit dem Orkan kam es zu mehreren Verletzten.

#### Niedersachsen
In der Gemeinde Wurster Nordseeküste starb ein Mann bei Dacharbeiten. Auf den Ostfriesischen Inseln trug der Orkan Strände ab und verursachte Dünenabbrüche. Zudem kam es zu Schäden an zahlreichen Gebäuden. In Gronau wurde der Kirchturm beschädigt, in Stade eine Schule und in Osnabrück das Stadion. Mehrere Häfen, etwa der in Emden, waren von Überflutungen betroffen. In Bad Zwischenahn stürzte eine Fichte auf ein Klinikgebäude. In Ostfriesland wurden laut Feuerwehrverband ca. 1900 Feuerwehreinsätzen abgearbeitet.

#### Nordrhein-Westfalen
In Nordrhein-Westfalen löste Zeynep zusammen mit dem vorangegangenen Orkan Ylenia mehr als 12.000 Feuerwehreinsätze aus. Bei Verkehrsunfällen starben im Kreis Steinfurt zwei Menschen im direkten Zusammenhang mit den Sturmereignissen.

#### Sachsen
Im Erzgebirgskreis schlug der Orkan Schneisen in Wälder, wodurch zirka 100 Bäume umstürzten. Zudem kam es zu Beschädigungen an Fahrzeugen, Gebäuden und Leitungen.

#### Sachsen-Anhalt
Es kam zu lokalen Stromausfällen, etwa im Saalekreis, dem Altmarkkreis Salzwedel oder dem Landkreis Stendal. Im Zusammenhang mit dem Sturm gab es zudem mehrere Verkehrsunfälle mit mindestens drei Verletzten.

#### Schleswig-Holstein
In Schleswig-Holstein hatte die Feuerwehr mehr als 3000 sturmbedingte Einsätze. Die Fehmarnsundbrücke wurde gesperrt, nachdem zwei LKW umgekippt waren. Die Deiche an der Nordsee blieben stabil, es wurde aber viel Sand in an den Stränden und Dünen abgetragen. Die Halligen meldeten zum siebzehnten Mal im Jahr 2022 Land unter.

#### Thüringen

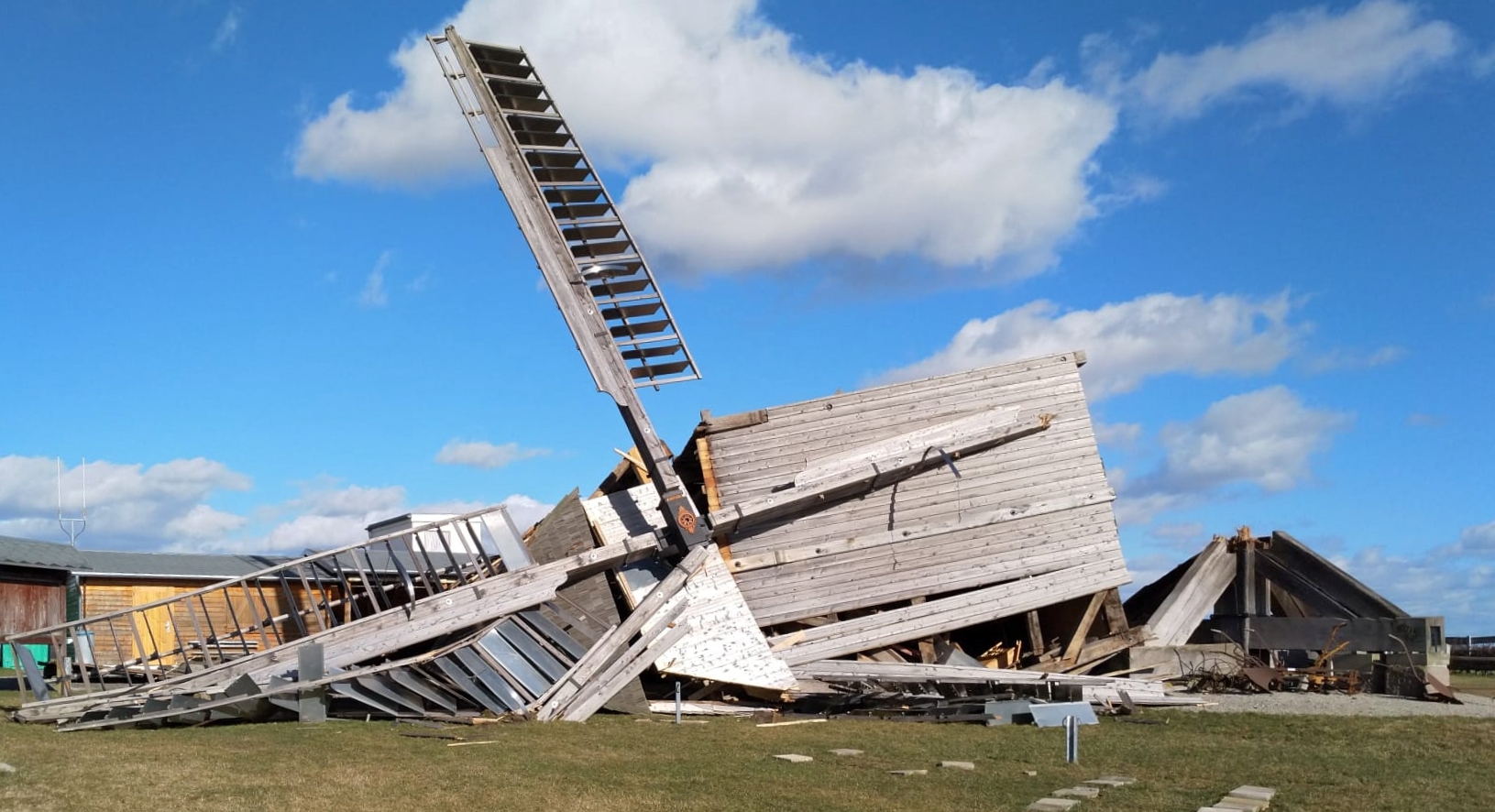
Zerstörte Bockwindmühle Klettbach

Im Landkreis Weimarer Land wurde die historische Bockwindmühle Klettbach zerstört. Sie galt als die höchstgelegene Bockwindmühle Deutschlands und soll wieder aufgebaut werden. Im Kyffhäuserkreis wurde eine Scheune zwischen Oberspier und Hohenebra völlig zerstört. Mehrfach stürzten Bäume auf Häuser und Fahrzeuge, darunter auf einen Bus zwischen Berka und Bendeleben. Auch wurden Fahrzeuge von Straßen geweht bzw. umgekippt. Es kam zu mindestens zwei Verletzten.

### Frankreich
Durch Orkanböen fiel in Frankreich am 18. Februar in etwa 130.000 Haushalten der Strom aus. Der Bahnverkehr wurde regional eingestellt.

### Irland
Im Süden und Südwesten Irlands blieben wegen des Orkans am 18. Februar Schulen geschlossen, mehr als 80.000 Haushalte waren von Stromausfällen betroffen, ein Mensch starb.

### Niederlande
In den Niederlanden wurde am 18. Februar die höchste Sturmwarnung „Rot“ ausgegeben. Am Flughafen Amsterdam Schiphol fielen zahlreiche Flüge aus, mindestens vier Menschen kamen in den Niederlanden ums Leben. In Den Haag wurde das Dach des Cars Jeans Stadions beschädigt und man befürchtete den Einsturz der Kirchtürme der Elandstraatkerk. Das für den 18. Februar 2022 geplante Spiel der Eredivisie zwischen Fortuna Sittard und Sparta Rotterdam sowie alle sieben geplanten Spiele der Eerste Divisie wurden abgesagt.

### Polen
In Polen gab es mindestens vier Todesopfer. Zeitweise waren 1,1 Millionen Menschen ohne Strom. Das Dach des Nationalmuseums Stettin wurde beschädigt.

### Tschechien
Mindestens 26.000 Haushalte waren zeitweise ohne Strom, mehrere Bahnstrecken mussten geschlossen werden.

### Vereinigtes Königreich

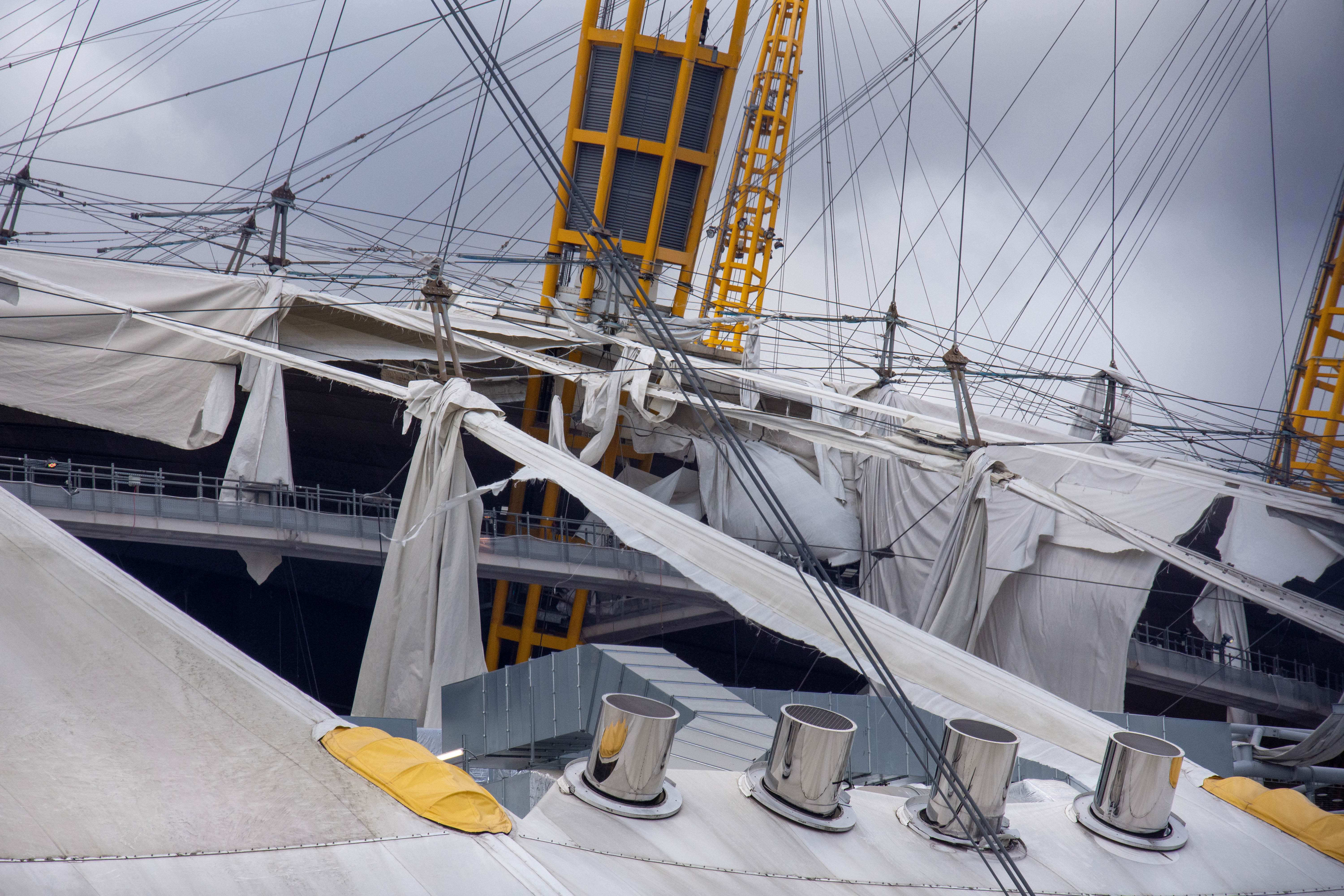
Das Dach der O_{2}-Arena in London wurde am 18. Februar durch den Orkan zerstört

Im Vereinigten Königreich wurden durch die Sturmauswirkungen am 18. Februar mindestens drei Personen getötet. Durch den Sturm fiel in einigen Landesteilen der Strom aus (in England waren etwa 140.000 Haushalte betroffen, im gesamten Vereinigten Königreich gab es 450.000 Stromausfälle), zahlreiche Gebäude wurden beschädigt. In London wurde das Zeltdach der O2-Arena zerrissen, 1000 Menschen mussten aus dem Gebäude evakuiert werden.
In Wells stürzte die Turmspitze der Kirche St. Thomas ab. In Bournemouth wurde das Vitality Stadium beschädigt. In Leeds wurde ein Teil der Fassade eine Hochhauses herunter gerissen. Auf der Isle of Grain knickte einer der 240 m hohen Schornsteine eines Kraftwerks um. In Bexhill-on-Sea wurde ein Musikpavillon beim De La Warr Pavilion an der Strandpromenade zerstört. Die Cartwheeling Boy Statue in Reading wurde zerstört, ein bekanntes Ausstellungsflugzeug in Oxfordshire schwer beschädigt.

## Einordnung
Adrian Leyser vom Deutschen Wetterdienst nannte das Orkantief Zeynep regionalhistorisch bedeutsam, wobei er sich insbesondere auf Westeuropa bezog, da in Deutschland nur an einer Station ein neuer Höchstwert gemessen wurde.

## Versicherte Schäden
Den versicherten Schäden des Orkans Zeynep schätzen nach ersten Meinungen der spezialisierten Unternehmensberatung Meyerthole Siems Kohlruss (MSK) deutschlandweit auf über 900 Millionen Euro ein. Zeynep war der intensivste Orkan   seit Kyrill aus dem Jahr 2007.